# Prokljuvani (miasto Bjelovar)
Prokljuvani – wieś w Chorwacji, w żupanii bielowarsko-bilogorskiej, w mieście Bjelovar. W 2011 roku liczyła 251 mieszkańców.